# Andrés Segovia

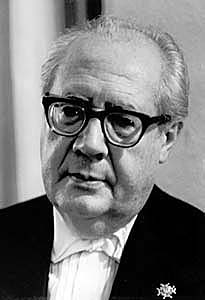
Andrés Segovia (1963)

Andrés Segovia Torres, Marqués de Salobreña (* 21. Februar 1893 in Linares; † 2. Juni 1987 in Madrid), war ein spanischer Gitarrist, Gitarrenpädagoge und Herausgeber von Gitarrenmusik. Er hatte großen Einfluss auf die Entwicklung des klassischen Gitarrenspiels im 20. Jahrhundert.

## Leben
Andrés Segovia, dessen Mutter aus Málaga stammte und der am 24. März 1893 als Andrés Segovia getauft wurde, gab als Autodidakt bereits mit vierzehn Jahren in Spanien Konzerte. Er soll 1915 Schüler von Miguel Llobet gewesen sein, was jedoch in der Fachwelt nicht ganz unumstritten ist. Segovia trug auf weltweiten Tourneen zur Popularität der klassischen Gitarre bei. 1924 hatte er sein Debüt in Paris, und zwischen 1926 und 1936 unternahm er auch längere Tourneen in Russland.
Zahlreiche Kompositionen, die heute zum klassischen Gitarrenrepertoire gehören, sind eigens für ihn geschrieben worden, so z. B. von Mario Castelnuovo-Tedesco (1895–1968), John W. Duarte (1919–2004), Frank Martin (1890–1974), Frederic Mompou (1893–1987), Manuel María Ponce (1882–1948), Alexandre Tansman (1897–1986), Federico Moreno Torroba (1891–1982), Joaquín Turina (1882–1949)  Heitor Villa-Lobos (1887–1959) sowie Joaquin Rodrigo (1901–1999). Segovia befasste sich auch als Vortragender und Bearbeiter mit Vihuelamusik der Renaissance. Außerdem gehen viele Bearbeitungen von Werken, die ursprünglich für andere Instrumente geschrieben wurden und die heute zum Standardrepertoire für Gitarre gehören, auf ihn zurück. Das bekannteste Beispiel ist wohl die Chaconne aus der Partita in d-Moll für Solo-Violine von Johann Sebastian Bach, welche Segovia erstmals 1935 in Paris öffentlich darbot und 1946 mit anderen Stücken Bachs in New York aufnahm. Auch aus Bachs „Lautenwerk“ bearbeitete Segovia einige Kompositionen für die Gitarre. Zu seinen Veröffentlichungen gehören auch Estudios („Etüden“) und Estudio sin luz.
Segovia unterrichtete unter anderem an der Accademia Musicale Chigiana in Siena, in Santiago de Compostela (wo José Tomás aus Alicante 20 Jahre lang sein Stellvertreter war) und an der University of California in Berkeley. Viele bedeutende Gitarristen waren seine Schüler, so z. B. Oscar Ghiglia (1938–2024), Christopher Parkening (* 1947) und John Williams (* 1941).
Selbst mit 89 Jahren machte er eine Tournee durch Deutschland, und mit 91 Jahren trat er im November 1984 noch in der Berliner Philharmonie auf.
1961 heiratete er in dritter Ehe die Pujol-Schülerin Emilia Magdalena Corral Sancho.
1974 wurde Segovia mit dem Léonie-Sonning-Musikpreis und 1985 mit dem Ernst von Siemens Musikpreis ausgezeichnet. Er erhielt die Ehrendoktorwürde mehrerer Universitäten (u. a. Oxford 1972). 1981 wurde er vom spanischen König als Marqués de Salobreña in den erblichen Adelsstand erhoben. In seiner Geburtsstadt Linares befindet sich heute ein Museum, in dessen Krypta sein Sarkophag steht.
Segovia spielte auf Instrumenten von Benito Ferrer, Santos Hernández, Manuel Ramírez und José Ramírez, Hermann Hauser und Ignacio Fleta, den er 1955 dazu angeregt hatte, vermehrt Gitarren zu bauen. Der Bauplan seiner berühmten Hauser I von 1937, die sich heute im Metropolitan Museum of Art in New York befindet, kann bei dem amerikanischen Gitarrenbauer Richard Bruné käuflich erworben werden.

## Gitarrenwerke
- Estudio en mi mayor (1921)
- Estudio para Deli (1938)
- Estudio sin luz (1954)
- Estudio-Vals (1960)
- Recordando a Deli - Estudio para sus deditos inteligentes (1960)
- Impromptu
- Estudios ("Daily Studies"):
  - I. Oraciòn
  - II. Remembranza
- Two Pieces:
  - I.  Estudio
  - II. Humorada (komponiert von Paquita Madriguera)
- Preludios
  - Preludio n. 1
  - Preludio n. 2 - Fatiga
  - Preludio n. 3 - Leòn
  - Preludio n. 4
  - Preludio n. 5 - Preludio a Deli
  - Preludio n. 6 - Preludio en si menor (1959)
  - Preludio n. 7 - Preludio madrileño (1936)
  - Preludio n. 8 - Preludio sobre un tema de Aparicio Méndez (1962)
  - Preludio n. 9
  - Preludio n. 10
  - Preludio n. 11 - Vara (1950)
- 3 Preludios
- Prelude in Chords
- Preludio (a Vladimir Bobri)
- Veintitrés canciones populares de distintos paìses (1941):
  - 1 - Inglesa
  - 2 - Escocesa
  - 3 - Irlandesa
  - 4 - Rusa
  - 5 - Rusa
  - 6 - Tscheca
  - 7 - Polaca
  - 8 - Polaca
  - 9 - Finlandesa
  - 10 - Finlandesa
  - 11 - Serbia
  - 12 - Serbia
  - 13 - Croata
  - 14 - Croata
  - 15 - Eslovania
  - 16 - Sueca
  - 17 - Bretona
  - 18 - Vasca
  - 19 - Catalana
  - 20 - Catalana
  - 21 - Catalana
  - 22 - Francesa
  - 23 - Catalana
- 5 Anécdotas:
  - 1. Allegretto
  - 2. Allegro moderato con grazia
  - 3. Lento malinconico
  - 4. Molto tranquillo
  - 5. Allegretto vivo
- Neblina
- Macarena
- Fandango de la madrugada (1945)
- For Carl Sandburg
- Tonadilla
- Allegro (Para Doña Paz Armesto di Quiroga)
- Four Easy Lessons
- Lessons Nos. 11 & 12
- Divertimento (für zwei Gitarren)

## Bekannte Schüler
- Pjotr Agafoschin (1874–1950)
- René Bartoli (1938–2011)
- Abel Carlevaro (1916–2001)
- Alirio Díaz (1923–2016)
- Dimitris Fampas (1921–1996)
- Franz Fischer (1922–1989)
- Eliot Fisk (* 1954)
- Oscar Ghiglia (1938–2024)

Tárregas Erben
stehend: Andrés Segovia (1893–1987) und Miguel Llobet (1878–1938),
sitzend: Daniel Fortea (1878–1953) und Emilio Pujol (1886–1980)

- José Luis González Juliá (1932–1998)
- Sharon Isbin (* 1956)
- Jovan Jovicic (1926–2013)
- Alexandre Lagoya (1929–1999)
- Christopher Parkening (* 1947)
- Juan Parras del Moral
- Griselda Ponce de Leon (1933/34–2002)
- Barbara Probst-Polášek, geborene Effenberger (1939–2019)
- Rodrigo Riera (1923–1999)
- Miguel Rubio (* 1944)
- María Isabel Siewers (* 1950)
- Reginald Smith Brindle (1917–2003)
- Pieter van der Staak (1930–2007)
- Ichirō Suzuki (* 1948)
- David Tanenbaum (* 1956)
- Monina Távora, geboren als Adolfina Raitzin de Távora (1921–2011)
- Luise Walker (1910–1998)
- John Williams (* 1941)
- Roland Zimmer (1933–1993)

## Internationaler Jugendwettbewerb
Nach dem Musiker benannt ist der Internationale Jugendwettbewerb für Gitarre „Andrés Segovia“. Seit 2000 richtet die Sektion Deutschland der European Guitar Teachers Association diesen Wettbewerb aus, der alle zwei Jahre stattfindet. Ausrichtungsort war zunächst Velbert, seit 2016 ist es Monheim am Rhein.

## Veröffentlichungen (Auswahl)
- Andrés Segovia: An Autobiography of the Years 1893–1920. Boyars, London 1976, ISBN 0-02-609080-5.
- Graham Wade: Maestro Segovia. Personal impressions and anecdotes of the great guitarist. Robson, London 1986, ISBN 0-86051-386-6.
- als Hrsg.: Edition Andrés Segovia. Schott, Mainz u. a. (enthält klassische Werke, moderne Original-Werke und Transkriptionen).